# ICSD
ICSD, International Classification of Sleep Disorders, är ett diagnossystem för kategorisering av sömn- och vakenhetsstörningar. Den nuvarande versionen, ICSD-3, kom ut 2014 och ersatte föregångaren ICSD-2 som kom ut 2005. Den första versionen kom 1990, och reviderades 1997. Bakom klassifikationssystemet står the American Association of Sleep Medicine. ICSD2 innehåller drygt 80 specifika diagnoser, uppdelade i 8 olika kapitel.